# ジョアン・ガブリエル・シルヴァ・フェレイラ
バロカ（Barroca）こと、ジョアン・ガブリエル・シルヴァ・フェレイラ（João Gabriel Silva Ferreira 、1986年7月29日 - ）は、ポルトガル・メアリャーダ出身の元プロサッカー選手。現役時代のポジションは、ゴールキーパー。